# Vulturești (Olt)
Vultureşti è un comune della Romania di 2 501 abitanti, ubicato nel distretto di Olt, nella regione storica della Muntenia. 
Il comune è formato dall'unione di 4 villaggi: Dienci, Valea lui Alb, Vlăngărești, Vulturești.